# Morgase Trakand
Morgase Trakand is een personage uit Het Rad des Tijds van Robert Jordan
Ze is ten tijde van het verhaal de koningin van Andor, ze woont in de hoofdstad Caemlin.
Ze heeft een zoon en een dochter. Gawein en Elayne, deze laatste is de erfdochter van Andor en zal na Morgase de troon bestijgen. De vader van haar kinderen was Taringael Damodred. Taringael nam zijn zoon Galad Damodred mee. Hij is de stiefzoon van Morgase.

## Samenvatting van Morgases avonturen
De Troonsbestijging: De troon van Andor was al eeuwen in het bezit van huis Trakand. Maar wegens de vroegtijdige dood van Morgases moeder Maighdin Trakand, was de Leeuwentroon in handen gevallen van Modrellein Mantaer, haar dochter Tigraine Mantaer was nu de erfdochter en niet Morgase. Tigraine trouwde met de Cairhiense Taringael Damodred om de relaties met Cairhien te bevorderen (niet uit liefde). Ze kreeg een zoon Galad Damodred. Ze verdween echter voordat ze de troon besteeg. Na de dood van Modrellein was eer een nieuwe opvolgingsstrijd. Morgase trouwde met Taringael om er zeker van te zijn de troon terug in handen te krijgen. Ze kreeg een relatie met de hofbard en voortreffelijk speler van Daes Dae'mar, Thom Merrilin.
Thom wordt door een ruzie met Morgase verbannen. Morgase begint een relatie met de kapitein-generaal van het Andorraanse leger, Garet Brin.
Het Oog van de Wereld: Morgase is de koningin van Andor, terwijl de valse draak Logain met een parade door de stad wordt gevoerd op doortocht naar Tar Valon. Ondertussen wordt Rhand Altor binnen de muren van het koninklijk paleis aangetroffen door Elayne. Rhand moet voor Morgase verschijnen. Ze spreekt hem ondanks de voorspellingen van haar raadgeefster Elaida vrij. Haar kinderen gaan mee met de stoet naar Tar Valon om daar opgeleid te worden tot Aes Sedai of Zwaardhand, dit is de traditie in Andor.
De Herrezen Draak en De Komst van de Schaduw: Nadat Morgase de verdwijning van haar dochter uit Tar Valon te weten kwam, verminderen de banden tussen Andor en Tar Valon snel. Dit kwam ook door de wilsdwang van haar nieuwe minnaar Gaebril. Onder zijn invloed verbant ze alle huizen die met haar staan, waaronder haar vorige minnaar Garet Brin, ze krijgt zo vele tegenstanders.
Vuur uit de Hemel: Morgase krijgt de wilsdwang door en gaat te rade bij haar voormalige kinderverzorgster Lini. Samen met haar, soldaat Tallanvor en Basel Gil, de eigenaar van een herberg in Caemlin trekt ze weg om de andere huizen terug voor zich te winnen.